# Si Satchanalai (huyện)
Si Satchanalai (tiếng Thái: ศรีสัชนาลัย) là huyện (amphoe) cực bắc thuộc tỉnh Sukhothai, miền nam Thái Lan.

## Địa lý

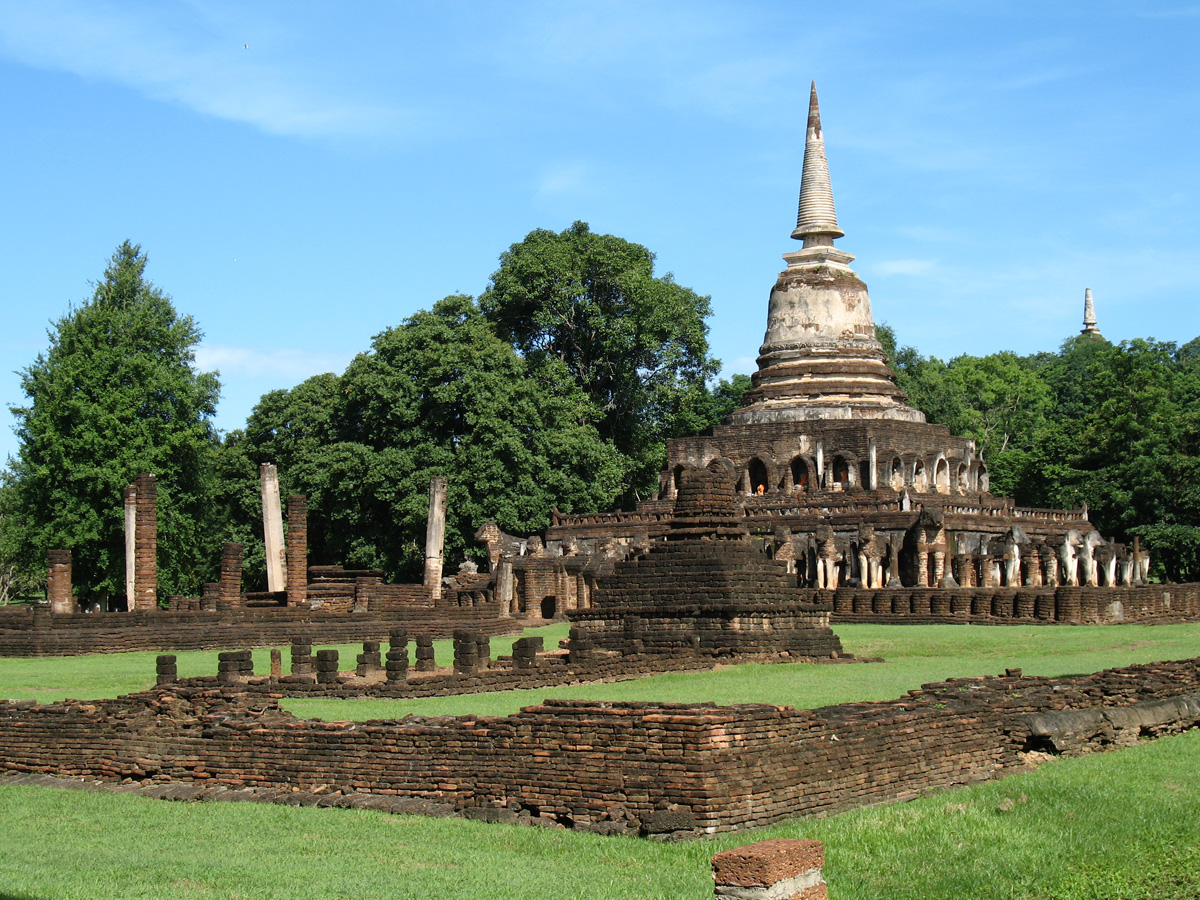
Wat Chang Lom ở công viên lịch sử Si Satchanalai

Các huyện giáp ranh (từ phía tây nam theo chiều kim đồng hồ): Si Nakhon, Sawankhalok, Thung Saliam thuộc tỉnh Sukhothai, Thoen thuộc tỉnh Lampang, Wang Chin thuộc tỉnh Phrae, Laplae và Tron của tỉnh Uttaradit.

## Lịch sử
Si Satchanalai là thị xã quan trọng thứ nhì của vương quốc Sukhothai. Di tích của các ngôi đền ngày nay nằm ở công viên lịch sử Si Satchanalai, thuộc một phần của di sản thế giới UNESCO  Sukhothai.
Huyện này đã được đổi tên từ Hat Siao sang Si Satchanala năm 1939.

## Hành chính

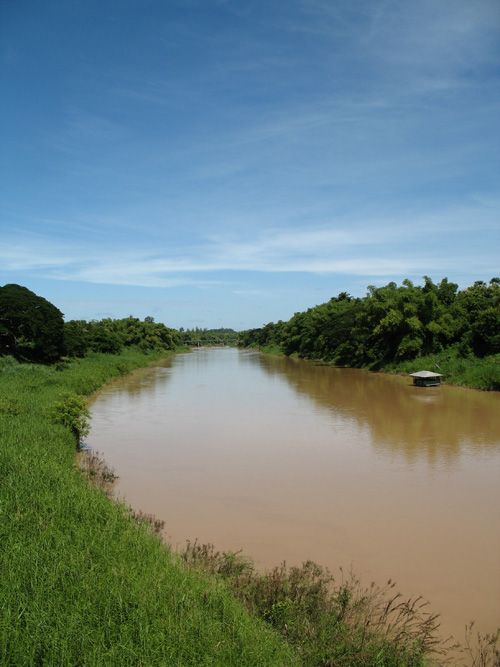
Sông Yom ở huyện Si Satchanalai

Huyện này được chia thành 11 phó huyện (tambon), các đơn vị này lại được chia ra thành 148 làng (muban). Có hai thị trấn (thesaban tambon) - Hat Siao nằm trên một phần của tambon Hat Siao, và Si Satchanalai nằm trên toàn bộ tambon Si Satchanalai, Tha Chai và một số khu vực của Nong O. Có 8 Tổ chức hành chính tambon.
| STT. | Tên            | Tên Thái | Số làng | Dân số |  |
| ---- | -------------- | -------- | ------- | ------ |  |
| 1.   | Hat Siao       | หาดเสี้ยว  | 6       | 7.299  |  |
| 2.   | Pa Ngio        | ป่างิ้ว     | 12      | 7.267  |  |
| 3.   | Mae Sam        | แม่สำ     | 22      | 7.698  |  |
| 4.   | Mae Sin        | แม่สิน     | 25      | 12.774 |  |
| 5.   | Ban Tuek       | บ้านตึก    | 14      | 10.460 |  |
| 6.   | Nong O         | หนองอ้อ   | 11      | 6.859  |  |
| 7.   | Tha Chai       | ท่าชัย     | 10      | 10.892 |  |
| 8.   | Si Satchanalai | ศรีสัชนาลัย | 12      | 5.800  |  |
| 9.   | Dong Khu       | ดงคู่      | 9       | 5.926  |  |
| 10.  | Ban Kaeng      | บ้านแก่ง   | 13      | 9.939  |  |
| 11.  | San Chit       | สารจิตร   | 14      | 10.284 |  |